# Абдул-Гафур аль-Кардари
Абду́л-Гафу́р аль-Кардари́ (араб. عبد الغفور الكَرْدَرِي‎; род. около 1166 — год смерти неизвестен) — исламский богослов и правовед (факих) ханафитского толка.

## Биография
Его полное имя: Тадж ад-Дин Абу́-ль-Муфа́хир (или Абу-ль-Магафир) Абдул-Гафур (или Абдул-Гаффар) ибн Лукма́н ибн Мухаммад аль-Кардари. Происходит из селения Кардар в Хорезме. Получил образование в Багдаде, Басре и Дамаске, обучался фикху у ханафита Абу-ль-Фадла аль-Кермани (1065—1149).
В 1162 году благосклонный к шафиитам Нур ад-Дин Занги сделал верховным судьёй на всей подконтрольной ему территории шафиита Камал ад-Дина аш-Шахразури, а судья-ханафит города Халеб (Алеппо), который отказался от статуса заместителя верховного судьи, был смещён и его место заняли сын Камал ад-Дина — Мухй ад-Дин аш-Шахразури и Абдул-Гафур аль-Кардари.
Аль-Кардари, руководствуясь теоретическими концепциями и нормами мусульманского права, в том числе известной школы, основанной Абу Ханифой, занимался исследованием и толкованием ислама. Написал книги «Интисар ли Абу Ханифа фи ахбарихи уа ахвалихи» (рус. «Победы Абу Ханифы в высказываниях и толкованиях»), «Муфид ва мазид фи шарх ат-Таджрид» («Полезные дополнения к толкованию абстрагирования»), «Шарх аль-Джами’ ас-Сагир» («Толкование к малому сборнику») и другие.
В ханафитском списке (табакат) «аль-Джавхар аль-мадийя» (автор: Абд аль-Кадир аль-Кураши) есть данные о том, что у аль-Кардари обучался фикху Мухаммад ибн Юсуф аль-Газневи аль-Багдади (1128—1202), известный факих и хадисовед.